# 하나다테촌
하나다테촌(花館村)은 아키타현 센보쿠군에 설치되었던 촌이다.

## 역사
- 1889년 4월 1일 - 정촌제 시행에 의해 근세 이후의 하나다테촌이 단독으로 자치체를 형성하였다.
- 1954년 5월 3일 - 오마가리정·우치코토모촌·오카와니시네촌·후지키촌·요쓰야촌과 함께 합병해 오마가리시가 성립하였다. 동일 하나다테촌은 폐지되었다.